# Saint-Bandry
Saint-Bandry é uma comuna francesa na região administrativa de Altos da França, no departamento de Aisne. Estende-se por uma área de 6,02 km². Em 2010 a comuna tinha 268 habitantes (densidade: 44,5 hab./km²).